# Henryk Fryderyk Hoyer
Henryk Fryderyk Hoyer (ur. 26 kwietnia 1834 w Inowrocławiu, zm. 3 lipca 1907 w Warszawie) – polski lekarz, histolog i embriolog, profesor Szkoły Głównej Warszawskiej i Cesarskiego Uniwersytetu Warszawskiego, autor pierwszego podręcznika histologii w języku polskim (1862). Ojciec Henryka Ferdynanda Hoyera.

## Życiorys
Syn aptekarza Ferdynanda Hoyera i Heleny z Trzcińskich. Matka zmarła po porodzie. Uczęszczał do gimnazjum w Inowrocławiu i w Bydgoszczy. Od 1853 roku studiował medycynę na Uniwersytecie we Wrocławiu i Uniwersytecie Fryderyka Wilhelma w Berlinie. Tytuł doktora medycyny otrzymał w 1857 roku po obronie dysertacji De tunica mucosa narium structura. Podczas studiów w Berlinie słuchał wykładów Rudolfa Virchowa i Johannesa Müllera, jego kolegą był Ernst Haeckel. W 1858 został asystentem Karla Reicherta na Uniwersytecie Wrocławskim. W 1859 z rekomendacji Reicherta został adiunktem w Akademii Medyko-Chirurgicznej w Warszawie, a następnie profesorem nadzwyczajnym i w 1862 profesorem zwyczajnym embriologii i histologii w Szkole Głównej. Po 1869 roku i przekształceniu Szkoły Głównej w Cesarski Uniwersytet Warszawski, musiał ponownie przeprowadzić przewód doktorski. Na Uniwersytecie Warszawskim pracował do 1894 roku z powodu choroby wzroku, pod koniec życia stracił wzrok.
Opublikował łącznie około 100 prac w języku polskim, rosyjskim i niemieckim. Pod jego kierunkiem ukazały się polskie przekłady podręczników Hermanna, Dondersa i Vierordta. W 1876 roku opisał zespolenia tętniczo-żylne (kłębki Hoyera). Opracował pierwszy w języku polskim oryginalny podręcznik histologii (Histologia ciała ludzkiego). Jako pierwszy na ziemiach polskich założył hodowlę bakterii chorobotwórczych. Należał do pierwszych w Polsce zwolenników teorii ewolucji.
Członek założyciel i prezes Towarzystwa Lekarskiego Warszawskiego, redaktor naczelny „Tygodnika Lekarskiego”. Jego uczniami byli Józef Nusbaum-Hilarowicz, Edward Strasburger, Zygmunt Laskowski, Wacław Mayzel i Kazimierz Kostanecki. Z pracownią Hoyera związani też byli Teodor Dunin, Zygmunt Kramsztyk, Władysław Matlakowski i Józef Peszke. W 1884 roku uczniowie i współpracownicy Hoyera zorganizowali jubileusz i wydali  księgę pamiątkową z okazji dwudziestopięciolecia jego pracy naukowej. Był odznaczony Orderem św. Stanisława i Orderem św. Anny II klasy. Był członkiem zwyczajnym Akademii Umiejętności (1895), doktorem honoris causa Uniwersytetu Jagiellońskiego (1900). Należał do Niemieckiej Akademii Przyrodników Leopoldina. Z małżeństwa z Ludwiką Werner miał syna Henryka Ferdynanda Hoyera (1864–1947). Zmarł na gruźlicę kości 3 lipca 1907 roku w Warszawie. Pochowany jest na cmentarzu ewangelicko-augsburskim (aleja C, grób 64). W Inowrocławiu w miejscu rodzinnego domu wmurowano w 1962 roku upamiętniającą go tablicę pamiątkową.

## Wybrane prace
- De tunica mucosa narium structura. Berlin, 1857
- ''Histologia ciała ludzkiego. Warszawa: Cesarsko-Królewska Warszawska Medyko-Chirurgiczna Akademia, 1862
- O nervah rogovoj oboločki. Varšava: 1871
- Przyczynek do techniki histologicznej. Gazeta Lekarska, 1882
- O nastrzykiwaniu naczyń śledziony dla badań histologicznych. Gazeta Lekarska, 1887
- Beitrag zur Kenntniss der Lymphdrüsen. Archiv für mikroskopische Anatomie 34, s. 208-224, 1889
- Ueber den Nachweis des Mucins in Geweben mittelst der Färbemethode. Archiv für Mikroskopische Anatomie 36, s. 310-374, 1890
- Pogląd teoretyczny na przeciwgruźliczy środek Koch'a. Gazeta Lekarska, 1891
- Spostrzeżenia uzasadniające teoryę o pasożytniczem pochodzeniu chorób zakaźnych. Wszechświat, 1893
- Zur Histologie der capillaren Venen in der Milz. Anatomischer Anzeiger, 1900